# Fléac-sur-Seugne
Fléac-sur-Seugne település Franciaországban, Charente-Maritime megyében. Lakosainak száma 361 fő (2022. január 1.). Fléac-sur-Seugne Avy, Belluire, Marignac, Mosnac, Pons és Saint-Grégoire-d’Ardennes községekkel határos.

## Népesség
A település népességének változása:
| Lakosok száma | 356  | 295  | 340  | 339  | 383  | 375  | 373  | 365  | 361  | 361  |
|               | 1968 | 1982 | 1990 | 2006 | 2013 | 2015 | 2017 | 2019 | 2020 | 2022 |